# Centronycteris
Centronycteris ist eine Fledermaus-Gattung in der Familie der Glattnasen-Freischwänze mit zwei Arten, die in Mittel- und Südamerika vorkommen.
Folgende Arten zählen zur Gattung.
- Thomas-Spornscheidenschwanz (Centronycteris centralis) hat ein Verbreitungsgebiet von Süd-Mexiko bis Bolivien.
- Der Gemeine Spornscheidenschwanz (Centronycteris maximiliani) lebt im Amazonasbecken und im Osten Brasiliens am Atlantik.

## Merkmale
Die Arten ähneln den Sackflügelfledermäusen (Saccopteryx) im äußeren Erscheinungsbild, ihnen fehlen jedoch die Taschen an den Flughäuten. Weiterhin unterscheiden sich beide Gattungen im Schädelaufbau. Diese Fledermäuse erreichen eine Kopf-Rumpf-Länge von 50 bis 62 mm, eine Unterarmlänge von 43 bis 48 mm sowie eine Schwanzlänge von 18 bis 23 mm. Das lange und wollige Fell ist überwiegend erdfarben bis gelbbraun. Vor den Augen und auf der Schwanzflughaut können rötliche Schattierungen vorkommen.
Die wenigen Individuen, bei denen das Gewicht ermittelt wurde, wogen zwischen 4 und 9 g, wobei Weibchen etwas schwerer waren als Männchen.

## Lebensweise
Aufgrund der Seltenheit dieser Tiere ist nur sehr wenig über ihre Lebensweise bekannt. Die meisten Exemplare wurden in dichten tropischen Wäldern im Flachland gefangen. Die südliche Art konnte auch in bis zu 1450 Meter hohen Gebirgen registriert werden. Als Ruheplatz dienen meist Baumhöhlen oder selten die Unterseite großer Blätter. Die Arten fliegen langsam zwischen den Bäumen oder in Waldschneisen und jagen verschiedene Insekten. Aufgefundene Weibchen waren mit einem Jungtier trächtig.

## Referenzen
- Wilson & Reeder (Hrsg.): Mammal Species of the World. 3. Auflage. Johns Hopkins University Press, Baltimore 2005, ISBN 0-8018-8221-4 (englisch, Centronycteris).
- Centronycteris in der Roten Liste gefährdeter Arten der IUCN 2015. Abgerufen am 23. April 2016.
- Ronald M. Nowak: Walker's Mammals of the World. Band 1. 6. Auflage. 1999, S. 314–315, ISBN 0-8018-5789-9.
- Nancy B. Simmons & Charles O. Handley: A revision of Centronycteris Gray (Chiroptera, Emballonuridae) with notes on natural history. In: American Museum novitates. Nr. 3239, August 1998, S. 1–28 (handle.net [PDF; abgerufen am 23. April 2016]).